# Monumento a Pietro Verri
Il monumento a Pietro Verri è un'opera scultorea realizzata da Innocenzo Fraccaroli (1805-1882) posta nel cortile d'onore del palazzo di Brera a Milano.

## Storia e descrizione
L'idea di dedicare una statua a Pietro Verri, celebre filosofo, economista e storico milanese, venne nel 1843 in contemporanea a quella per il monumento a Bonaventura Cavalieri che doveva essere realizzato in occasione della sesta riunione degli scienziati italiani che si sarebbe tenuta a Milano proprio nel palazzo di Brera, sede dell'Istituto Lombardo di scienze, lettere e arti. Le due statue avrebbero occupato così posizioni contrapposte nel cortile.
La sottoscrizione venne aperta dal 2 luglio 1843 e fu incaricato della realizzazione Innocenzo Fraccaroli.

### Inaugurazione
Il monumento fu inaugurato il 12 settembre 1844 (giorno successivo all'inaugurazione del monumento a Bonaventura Cavalieri).
In occasione dell'inaugurazione venne anche coniata una medaglia con effigie di Pietro Verri.
- Dritto: CONTE PIETRO VERRI MILANESE Busto a sinistra.
Esergo: F. PUTINATI
- Rovescio: Nel campo in dodici righe sormontate da corona di alloro: FILOSOFO ISTORIOGRAFO | CERCÒ E SCRISSE IL VERO GIOVEVOLE A TUTTI | MAGISTRATO DI RETTITUDINE E DI ZELO | CON SAPIENZA OPEROSA E CONSIGLIO MAGNANIMO | PROSPERÒ LA PATRIA E LO STATO | ITALIANI E STRANIERI | ALL'UOMO BENEMERENTE DEGLI UOMINI | ERESSERO IN MILANO PUBBLICA STATUA | L'ANNO MDCCCXLIV | PRESENTE PLAUDENTE | IL VI CONGRESSO SCIENTIFICO | DELL'ITALIA

Venne inoltre realizzata un'edizione speciale delle Opere filosofiche ed economiche di Pietro Verri con inserite le riproduzioni del monumento e della medaglia.

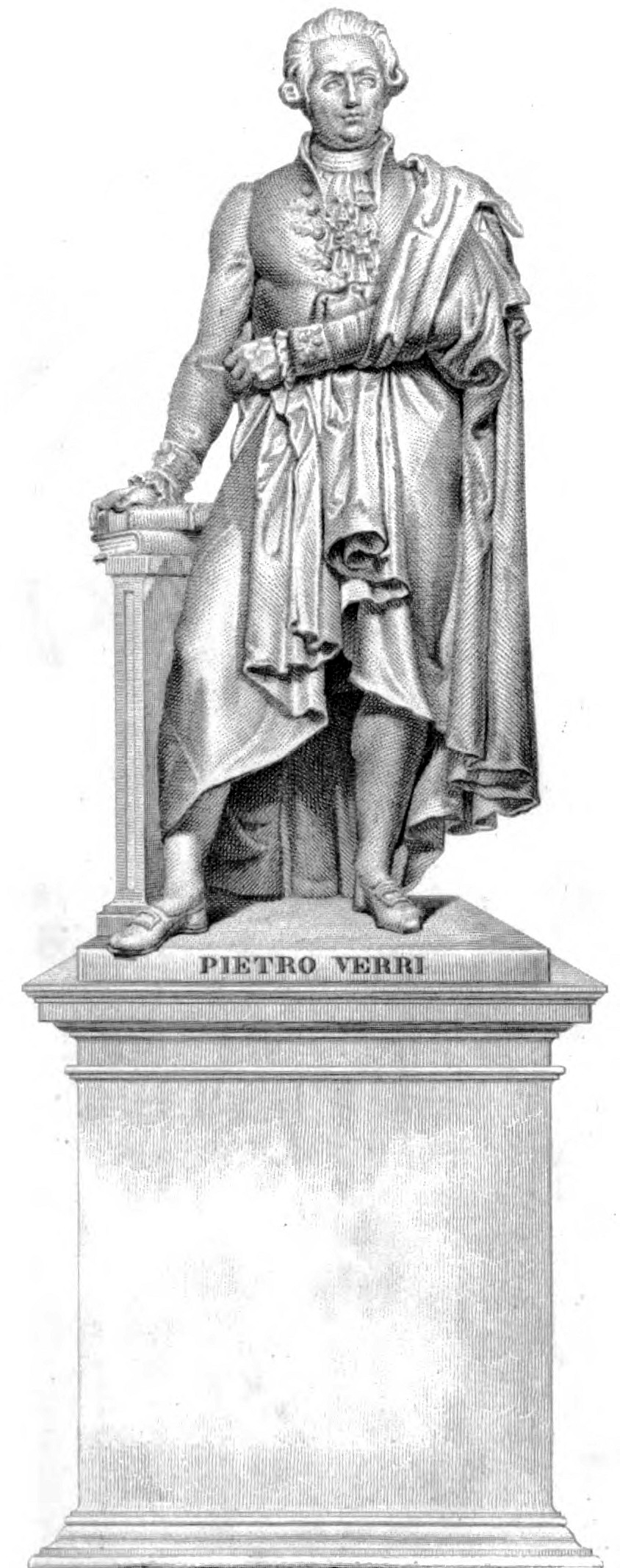
Monumento a Pietro Verri
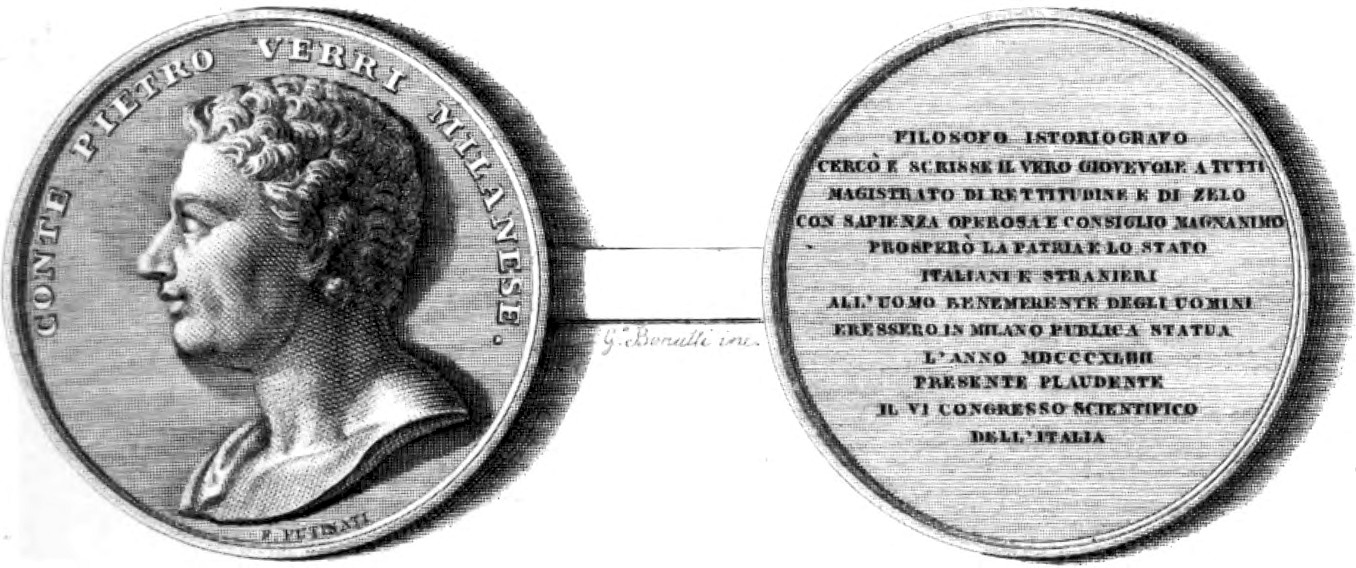
Raffigurazione della medaglia